# Limnophila (Limnophila) pergracilis
Limnophila (Limnophila) pergracilis is een tweevleugelige uit de familie steltmuggen (Limoniidae). De soort komt voor in het Neotropisch gebied.